# وكالة الأنباء الصحراوية
وكالة الأنباء الصحراوية (بالإنجليزية: Sahara Press Service)‏ اختصارا (SPS) هي وكالة الصحافة الرسمية متعددة اللغات في الجمهورية الصحراوية العربية الديمقراطية، والحكومة في المنفى للصحراء الغربية. تقوم الوكالة بشكل أساسي بالإبلاغ عن الأخبار المتعلقة بالحكومة والشؤون الصحراوية الحالية، سواء من المناطق المحررة أو المناطق المحتلة أو المخيمات اللاجئين الصحراويين الصحراويين في تندوف، الجزائر .

## التاريخ
أدركت جبهة البوليساريو أهمية الصحافة في مرحلة مبكرة. أخذت الصحفيين إلى الأراضي المحتلة وأنشأت وكالة الأنباء الصحراوية في مخيمات اللاجئين الصحراويين في 29 مارس 1999 (تم إنشاء وكالة بوليساريو للصحافة في عام 1980). بدأ وكالة الأنباء الصحراوية النشر على شبكة الإنترنت منذ أبريل 1999، وذلك بفضل الجهود المشتركة لأصدقاء الصحراويين في سويسرا وإسبانيا. وكان من بين مؤسسي الوكالة الصحفي ثم وزير الإعلام في الجمهورية الصحراوية محمد فاضل إسماعيل ولد السويح. المدير الحالي ورئيس التحرير هو صالح نافع. كما تصدر وكالة الأنباء الصحراوية مجلة الكرامة الشهرية التي تقدم تقارير عن انتهاكات حقوق الإنسان في المنطقة.
تم نشر التقارير باللغة الفرنسية فقط حتى عام 2001، عندما تم فتح موقع الإلكتروني للوكالة. في مارس 2001، بدأ نشر الأخبار باللغة الإسبانية أيضًا. في 20 أبريل 2003، تم نشر الأخبار باللغة الإنجليزية على الموقع الإلكتروني. في عام 2005، أضافت الوكالة اللغة العربية إلى خيارات اللغة في موقعهم. في سبتمبر 2010، بدأت الوكالة في إصدار نشرة خلاصة الأخبار الأسبوعية بتنسيق PDF. في 1 يوليو 2012 بدأت نشر الأخبار باللغة الروسية أيضًا.
في 25 يناير 2012، افتتح رئيس الجمهورية الصحراوية محمد عبد العزيز المقر الجديد للوكالة الصحفية في مخيمات اللاجئين الصحراويين .

## روابط خارجية
- الوكالة الصفحة الرئيسية